# Pamanukan Sebrang
Pamanukan Sebrang is een bestuurslaag in het regentschap Subang van de provincie West-Java, Indonesië. Pamanukan Sebrang telt 4124 inwoners (volkstelling 2010).